# غاز کوتوله هندی
غاز کوتوله هندی، خوتکای هندی یا غاز کوتوله گردن‌سفید (نام علمی: Nettapus coromandelianus) پرندهای از تیرهٔ مرغابیان است.